# Raphaël Wicky
Raphaël Wicky (Leuggern, 26 aprile 1977) è un allenatore di calcio ed ex calciatore svizzero, di ruolo centrocampista.

## Caratteristiche tecniche
Giocava come centrocampista difensivo, a volte anche come difensore

## Carriera

### Club
Cresce nell'FC Steg ed a 13 anni viene invitato per un provino dal Sion, con la cui maglia, che veste per quattro stagioni, inizia la carriera debuttando in Super League nel 1993. Con la compagine elvetica vince un campionato nazionale e tre Coppe di Svizzera. Nel 1997 si trasferisce in Germania nelle file del Werder Brema e nelle tre stagioni tedesche si aggiudica una Coppa di Germania. Dopo un anno, il 2001, passato in Spagna nell'Atlético Madrid, durante il quale disputa solo 11 gare, ritorna in Germania, questa volta all'Amburgo dove rimane fino al 2007, giocando 126 gare. Nell'estate del 2007 torna in Svizzera nella squadra che lo ha lanciato, il Sion, ma già nel gennaio 2008 cambia divisa, trasferendosi agli americani del Chivas. Nel marzo 2009 ha deciso di abbandonare il calcio.

### Nazionale
È stato incluso nella rosa della nazionale per gli europei del 1996 e del 2004 e per il campionato del mondo 2006 in Germania.

## Statistiche

### Statistiche da giocatore

#### Cronologia presenze e reti in nazionale
| Cronologia completa delle presenze e delle reti in nazionale ― Svizzera | Cronologia completa delle presenze e delle reti in nazionale ― Svizzera | Cronologia completa delle presenze e delle reti in nazionale ― Svizzera | Cronologia completa delle presenze e delle reti in nazionale ― Svizzera | Cronologia completa delle presenze e delle reti in nazionale ― Svizzera | Cronologia completa delle presenze e delle reti in nazionale ― Svizzera | Cronologia completa delle presenze e delle reti in nazionale ― Svizzera | Cronologia completa delle presenze e delle reti in nazionale ― Svizzera |
| Data                                                                    | Città                                                                   | In casa                                                                 | Risultato                                                               | Ospiti                                                                  | Competizione                                                            | Reti                                                                    | Note                                                                    |
| ----------------------------------------------------------------------- | ----------------------------------------------------------------------- | ----------------------------------------------------------------------- | ----------------------------------------------------------------------- | ----------------------------------------------------------------------- | ----------------------------------------------------------------------- | ----------------------------------------------------------------------- | ----------------------------------------------------------------------- |
| 24-4-1996                                                               | Lugano                                                                  | Svizzera                                                                | 2 – 0                                                                   | Galles                                                                  | Amichevole                                                              | -                                                                       | 84’                                                                     |
| 1-6-1996                                                                | Lugano                                                                  | Svizzera                                                                | 1 – 2                                                                   | Rep. Ceca                                                               | Amichevole                                                              | -                                                                       | 78’                                                                     |
| 18-6-1996                                                               | Birmingham                                                              | Scozia                                                                  | 0 – 1                                                                   | Svizzera                                                                | Euro 1996 - 1º turno                                                    | -                                                                       | 46’ 55’                                                                 |
| 6-10-1996                                                               | Helsinki                                                                | Finlandia                                                               | 2 – 3                                                                   | Svizzera                                                                | Qual. Mondiali 1998                                                     | -                                                                       | 89’                                                                     |
| 10-11-1996                                                              | Berna                                                                   | Svizzera                                                                | 0 – 1                                                                   | Norvegia                                                                | Qual. Mondiali 1998                                                     | -                                                                       |                                                                         |
| 10-2-1997                                                               | Hong Kong                                                               | Russia                                                                  | 2 – 1                                                                   | Svizzera                                                                | Lunar New Year Cup 1997 - Finale                                        | -                                                                       |                                                                         |
| 2-4-1997                                                                | Lucerna                                                                 | Svizzera                                                                | 1 – 0                                                                   | Lettonia                                                                | Amichevole                                                              | -                                                                       | 85’                                                                     |
| 30-4-1997                                                               | Zurigo                                                                  | Svizzera                                                                | 1 – 0                                                                   | Ungheria                                                                | Qual. Mondiali 1998                                                     | -                                                                       | 63’                                                                     |
| 6-8-1997                                                                | Bratislava                                                              | Slovacchia                                                              | 1 – 0                                                                   | Svizzera                                                                | Amichevole                                                              | -                                                                       |                                                                         |
| 20-8-1997                                                               | Budapest                                                                | Ungheria                                                                | 1 – 1                                                                   | Svizzera                                                                | Qual. Mondiali 1998                                                     | -                                                                       |                                                                         |
| 6-9-1997                                                                | Losanna                                                                 | Svizzera                                                                | 1 – 2                                                                   | Finlandia                                                               | Qual. Mondiali 1998                                                     | -                                                                       |                                                                         |
| 10-9-1997                                                               | Oslo                                                                    | Norvegia                                                                | 5 – 0                                                                   | Svizzera                                                                | Qual. Mondiali 1998                                                     | -                                                                       |                                                                         |
| 11-10-1997                                                              | Zurigo                                                                  | Svizzera                                                                | 5 – 0                                                                   | Azerbaigian                                                             | Qual. Mondiali 1998                                                     | -                                                                       |                                                                         |
| 25-3-1998                                                               | Berna                                                                   | Svizzera                                                                | 1 – 1                                                                   | Inghilterra                                                             | Amichevole                                                              | -                                                                       | 82’                                                                     |
| 22-4-1998                                                               | Belfast                                                                 | Irlanda del Nord                                                        | 1 – 0                                                                   | Svizzera                                                                | Amichevole                                                              | -                                                                       |                                                                         |
| 2-9-1998                                                                | Niš                                                                     | Jugoslavia                                                              | 1 – 1                                                                   | Svizzera                                                                | Amichevole                                                              | -                                                                       | 61’                                                                     |
| 10-10-1998                                                              | Udine                                                                   | Italia                                                                  | 2 – 0                                                                   | Svizzera                                                                | Qual. Euro 2000                                                         | -                                                                       | 72’                                                                     |
| 14-10-1998                                                              | Zurigo                                                                  | Svizzera                                                                | 1 – 1                                                                   | Danimarca                                                               | Qual. Euro 2000                                                         | -                                                                       |                                                                         |
| 18-11-1998                                                              | Budapest                                                                | Ungheria                                                                | 2 – 0                                                                   | Svizzera                                                                | Amichevole                                                              | -                                                                       |                                                                         |
| 6-2-1999                                                                | Mascate                                                                 | Slovenia                                                                | 0 – 2                                                                   | Svizzera                                                                | Amichevole                                                              | -                                                                       |                                                                         |
| 10-2-1999                                                               | Mascate                                                                 | Oman                                                                    | 1 – 2                                                                   | Svizzera                                                                | Amichevole                                                              | -                                                                       |                                                                         |
| 27-3-1999                                                               | Minsk                                                                   | Bielorussia                                                             | 0 – 1                                                                   | Svizzera                                                                | Qual. Euro 2000                                                         | -                                                                       | 57’ 66’                                                                 |
| 31-3-1999                                                               | Zurigo                                                                  | Svizzera                                                                | 2 – 0                                                                   | Galles                                                                  | Qual. Euro 2000                                                         | -                                                                       |                                                                         |
| 9-6-1999                                                                | Losanna                                                                 | Svizzera                                                                | 0 – 0                                                                   | Italia                                                                  | Qual. Euro 2000                                                         | -                                                                       | 70’                                                                     |
| 18-8-1999                                                               | Drnovice                                                                | Rep. Ceca                                                               | 3 – 0                                                                   | Svizzera                                                                | Amichevole                                                              | -                                                                       |                                                                         |
| 4-9-1999                                                                | Copenaghen                                                              | Danimarca                                                               | 2 – 1                                                                   | Svizzera                                                                | Qual. Euro 2000                                                         | -                                                                       |                                                                         |
| 8-9-1999                                                                | Losanna                                                                 | Svizzera                                                                | 2 – 0                                                                   | Bielorussia                                                             | Qual. Euro 2000                                                         | -                                                                       | 90’                                                                     |
| 16-8-2000                                                               | San Gallo                                                               | Svizzera                                                                | 2 – 2                                                                   | Grecia                                                                  | Amichevole                                                              | -                                                                       | 84’                                                                     |
| 2-9-2000                                                                | Zurigo                                                                  | Svizzera                                                                | 0 – 1                                                                   | Russia                                                                  | Qual. Mondiali 2002                                                     | -                                                                       | 64’                                                                     |
| 7-10-2000                                                               | Zurigo                                                                  | Svizzera                                                                | 5 – 1                                                                   | Fær Øer                                                                 | Qual. Mondiali 2002                                                     | -                                                                       | 66’                                                                     |
| 11-10-2000                                                              | Lubiana                                                                 | Slovenia                                                                | 2 – 2                                                                   | Svizzera                                                                | Qual. Mondiali 2002                                                     | -                                                                       | 17’ 46’                                                                 |
| 25-4-2001                                                               | Zurigo                                                                  | Svizzera                                                                | 0 – 2                                                                   | Svezia                                                                  | Amichevole                                                              | -                                                                       | 46’                                                                     |
| 2-6-2001                                                                | Toftir                                                                  | Fær Øer                                                                 | 0 – 1                                                                   | Svizzera                                                                | Qual. Mondiali 2002                                                     | -                                                                       |                                                                         |
| 6-6-2001                                                                | Basilea                                                                 | Svizzera                                                                | 0 – 1                                                                   | Slovenia                                                                | Qual. Mondiali 2002                                                     | -                                                                       | 65’                                                                     |
| 15-8-2001                                                               | Vienna                                                                  | Austria                                                                 | 1 – 2                                                                   | Svizzera                                                                | Amichevole                                                              | -                                                                       | 62’                                                                     |
| 13-2-2002                                                               | Limassol                                                                | Ungheria                                                                | 1 – 2                                                                   | Svizzera                                                                | Torneo di Cipro 2002 - Finale 3º posto                                  | -                                                                       |                                                                         |
| 15-5-2002                                                               | San Gallo                                                               | Svizzera                                                                | 1 – 3                                                                   | Canada                                                                  | Amichevole                                                              | -                                                                       | 75’                                                                     |
| 21-8-2002                                                               | Basilea                                                                 | Svizzera                                                                | 3 – 2                                                                   | Austria                                                                 | Amichevole                                                              | -                                                                       | 46’                                                                     |
| 8-9-2002                                                                | Basilea                                                                 | Svizzera                                                                | 4 – 1                                                                   | Georgia                                                                 | Qual. Euro 2004                                                         | -                                                                       | 73’                                                                     |
| 12-10-2002                                                              | Tirana                                                                  | Albania                                                                 | 1 – 1                                                                   | Svizzera                                                                | Qual. Euro 2004                                                         | -                                                                       |                                                                         |
| 16-10-2002                                                              | Dublino                                                                 | Irlanda                                                                 | 1 – 2                                                                   | Svizzera                                                                | Qual. Euro 2004                                                         | -                                                                       | 85’                                                                     |
| 12-2-2003                                                               | Nova Gorica                                                             | Slovenia                                                                | 1 – 5                                                                   | Svizzera                                                                | Amichevole                                                              | -                                                                       | 71’                                                                     |
| 2-4-2003                                                                | Tbilisi                                                                 | Georgia                                                                 | 0 – 0                                                                   | Svizzera                                                                | Qual. Euro 2004                                                         | -                                                                       |                                                                         |
| 7-6-2003                                                                | Basilea                                                                 | Svizzera                                                                | 2 – 2                                                                   | Russia                                                                  | Qual. Euro 2004                                                         | -                                                                       | 67’ 70’                                                                 |
| 11-6-2003                                                               | Lancy                                                                   | Svizzera                                                                | 3 – 2                                                                   | Albania                                                                 | Qual. Euro 2004                                                         | -                                                                       | 64’                                                                     |
| 20-8-2003                                                               | Lancy                                                                   | Svizzera                                                                | 0 – 2                                                                   | Francia                                                                 | Amichevole                                                              | -                                                                       | 77’                                                                     |
| 10-9-2003                                                               | Mosca                                                                   | Russia                                                                  | 4 – 1                                                                   | Svizzera                                                                | Qual. Euro 2004                                                         | -                                                                       | 70’                                                                     |
| 11-10-2003                                                              | Basilea                                                                 | Svizzera                                                                | 2 – 0                                                                   | Irlanda                                                                 | Qual. Euro 2004                                                         | -                                                                       | 54’                                                                     |
| 18-2-2004                                                               | Rabat                                                                   | Marocco                                                                 | 2 – 1                                                                   | Svizzera                                                                | Amichevole                                                              | -                                                                       |                                                                         |
| 31-3-2004                                                               | Candia                                                                  | Grecia                                                                  | 1 – 0                                                                   | Svizzera                                                                | Amichevole                                                              | -                                                                       |                                                                         |
| 28-4-2004                                                               | Lancy                                                                   | Svizzera                                                                | 2 – 1                                                                   | Slovenia                                                                | Amichevole                                                              | -                                                                       |                                                                         |
| 2-6-2004                                                                | Basilea                                                                 | Svizzera                                                                | 0 – 2                                                                   | Germania                                                                | Amichevole                                                              | -                                                                       |                                                                         |
| 6-6-2004                                                                | Zurigo                                                                  | Svizzera                                                                | 1 – 0                                                                   | Liechtenstein                                                           | Amichevole                                                              | -                                                                       |                                                                         |
| 13-6-2004                                                               | Leiria                                                                  | Svizzera                                                                | 0 – 0                                                                   | Croazia                                                                 | Euro 2004 - 1º turno                                                    | -                                                                       | 83’                                                                     |
| 17-6-2004                                                               | Coimbra                                                                 | Inghilterra                                                             | 3 – 0                                                                   | Svizzera                                                                | Euro 2004 - 1º turno                                                    | -                                                                       |                                                                         |
| 21-6-2004                                                               | Coimbra                                                                 | Francia                                                                 | 3 – 1                                                                   | Svizzera                                                                | Euro 2004 - 1º turno                                                    | -                                                                       | 66’                                                                     |
| 18-8-2004                                                               | Zurigo                                                                  | Svizzera                                                                | 0 – 0                                                                   | Irlanda del Nord                                                        | Amichevole                                                              | -                                                                       |                                                                         |
| 4-9-2004                                                                | Basilea                                                                 | Svizzera                                                                | 6 – 0                                                                   | Fær Øer                                                                 | Qual. Mondiali 2006                                                     | -                                                                       |                                                                         |
| 4-6-2005                                                                | Toftir                                                                  | Fær Øer                                                                 | 1 – 3                                                                   | Svizzera                                                                | Qual. Mondiali 2006                                                     | 1                                                                       | 65’ 89’                                                                 |
| 7-9-2005                                                                | Nicosia                                                                 | Cipro                                                                   | 1 – 3                                                                   | Svizzera                                                                | Qual. Mondiali 2006                                                     | -                                                                       |                                                                         |
| 8-10-2005                                                               | Berna                                                                   | Svizzera                                                                | 1 – 1                                                                   | Francia                                                                 | Qual. Mondiali 2006                                                     | -                                                                       | 83’                                                                     |
| 12-10-2005                                                              | Dublino                                                                 | Irlanda                                                                 | 0 – 0                                                                   | Svizzera                                                                | Qual. Mondiali 2006                                                     | -                                                                       |                                                                         |
| 16-11-2005                                                              | Istanbul                                                                | Turchia                                                                 | 4 – 2                                                                   | Svizzera                                                                | Qual. Mondiali 2006                                                     | -                                                                       |                                                                         |
| 1-3-2006                                                                | Glasgow                                                                 | Scozia                                                                  | 1 – 3                                                                   | Svizzera                                                                | Amichevole                                                              | -                                                                       |                                                                         |
| 27-5-2006                                                               | Basilea                                                                 | Svizzera                                                                | 1 – 1                                                                   | Costa d'Avorio                                                          | Amichevole                                                              | -                                                                       | 46’ 90’                                                                 |
| 31-5-2006                                                               | Lancy                                                                   | Svizzera                                                                | 1 – 1                                                                   | Italia                                                                  | Amichevole                                                              | -                                                                       | 62’                                                                     |
| 3-6-2006                                                                | Zurigo                                                                  | Svizzera                                                                | 4 – 1                                                                   | Cina                                                                    | Amichevole                                                              | -                                                                       | 46’                                                                     |
| 13-6-2006                                                               | Stoccarda                                                               | Francia                                                                 | 0 – 0                                                                   | Svizzera                                                                | Mondiali 2006 - 1º turno                                                | -                                                                       | 82’                                                                     |
| 19-6-2006                                                               | Dortmund                                                                | Togo                                                                    | 0 – 2                                                                   | Svizzera                                                                | Mondiali 2006 - 1º turno                                                | -                                                                       |                                                                         |
| 23-6-2006                                                               | Hannover                                                                | Svizzera                                                                | 2 – 0                                                                   | Corea del Sud                                                           | Mondiali 2006 - 1º turno                                                | -                                                                       | 69’ 88’                                                                 |
| 26-6-2006                                                               | Colonia                                                                 | Svizzera                                                                | 0 – 0 dts (0 – 3 dtr)                                                   | Ucraina                                                                 | Mondiali 2006 - Ottavi di finale                                        | -                                                                       |                                                                         |
| 2-9-2006                                                                | Basilea                                                                 | Svizzera                                                                | 1 – 0                                                                   | Venezuela                                                               | Amichevole                                                              | -                                                                       | 81’                                                                     |
| 6-9-2006                                                                | Lancy                                                                   | Svizzera                                                                | 2 – 0                                                                   | Costa Rica                                                              | Amichevole                                                              | -                                                                       | 82’                                                                     |
| 11-10-2006                                                              | Vienna                                                                  | Austria                                                                 | 2 – 1                                                                   | Svizzera                                                                | Amichevole                                                              | -                                                                       | 69’                                                                     |
| 2-6-2007                                                                | Basilea                                                                 | Svizzera                                                                | 1 – 1                                                                   | Argentina                                                               | Amichevole                                                              | -                                                                       | 46’                                                                     |
| Totale                                                                  |                                                                         | Presenze                                                                | 75                                                                      |                                                                         | Reti                                                                    | 1                                                                       |                                                                         |

### Statistiche da allenatore
Statistiche aggiornate al 6 settembre 2024
| Stagione            | Squadra             | Campionato          | Campionato | Campionato | Campionato | Campionato | Coppe nazionali | Coppe nazionali | Coppe nazionali | Coppe nazionali | Coppe nazionali | Coppe continentali | Coppe continentali | Coppe continentali | Coppe continentali | Coppe continentali | Altre coppe | Altre coppe | Altre coppe | Altre coppe | Altre coppe | Totale | Totale | Totale | Totale | % Vittorie | Piazzamento |
| Stagione            | Squadra             | Comp                | G          | V          | N          | P          | Comp            | G               | V               | N               | P               | Comp               | G                  | V                  | N                  | P                  | Comp        | G           | V           | N           | P           | G      | V      | N      | P      | %          | Piazzamento |
| ------------------- | ------------------- | ------------------- | ---------- | ---------- | ---------- | ---------- | --------------- | --------------- | --------------- | --------------- | --------------- | ------------------ | ------------------ | ------------------ | ------------------ | ------------------ | ----------- | ----------- | ----------- | ----------- | ----------- | ------ | ------ | ------ | ------ | ---------- | ----------- |
| 2017-2018           | Basilea             | SL                  | 36         | 20         | 9          | 7          | CS              | 5               | 4               | 0               | 1               | UCL                | 8                  | 5                  | 0                  | 3                  | -           | -           | -           | -           | -           | 49     | 29     | 9      | 11     | 59,18      | 2º          |
| 2018-2019           | Basilea             | SL                  | 1          | 0          | 0          | 1          | CS              | -               | -               | -               | -               | UCL                | 1                  | 0                  | 0                  | 1                  | -           | -           | -           | -           | -           | 2      | 0      | 0      | 2      | &0,00      | Eson.       |
| Totale Basilea      | Totale Basilea      | Totale Basilea      | 37         | 20         | 9          | 8          |                 | 5               | 4               | 0               | 1               |                    | 9                  | 5                  | 0                  | 4                  |             |             |             |             |             | 51     | 29     | 9      | 13     | 56,86      |             |
| 2020                | Chicago Fire        | MLS                 | 23         | 5          | 8          | 10         | -               | -               | -               | -               | -               | -                  | -                  | -                  | -                  | -                  | MiB         | 3           | 1           | 0           | 2           | 26     | 6      | 8      | 12     | 23,08      | 22°         |
| 2021                | Chicago Fire        | MLS                 | 28         | 7          | 6          | 15         | -               | -               | -               | -               | -               | -                  | -                  | -                  | -                  | -                  | -           | -           | -           | -           | -           | 28     | 7      | 6      | 15     | 25,00      | Eson.       |
| Totale Chicago Fire | Totale Chicago Fire | Totale Chicago Fire | 51         | 12         | 14         | 25         |                 |                 |                 |                 |                 |                    | -                  | -                  | -                  | -                  |             | 3           | 1           | 0           | 2           | 54     | 13     | 14     | 27     | 24,07      |             |
| 2022-2023           | Young Boys          | SL                  | 36         | 21         | 11         | 4          | CS              | 6               | 6               | 0               | 0               | UECL               | 6                  | 5                  | 0                  | 1                  | -           | -           | -           | -           | -           | 48     | 32     | 11     | 5      | 66,67      | 1°          |
| 2023-2024           | Young Boys          | SL                  | 26         | 15         | 6          | 5          | CS              | 4               | 3               | 0               | 1               | UCL+UEL            | 8+2                | 2+0                | 2+1                | 4+1                | -           | -           | -           | -           | -           | 40     | 20     | 9      | 11     | 50,00      | Eson.       |
| Totale Young Boys   | Totale Young Boys   | Totale Young Boys   | 62         | 36         | 17         | 9          |                 | 10              | 9               | 0               | 1               |                    | 16                 | 7                  | 3                  | 6                  |             | -           | -           | -           | -           | 88     | 52     | 20     | 16     | 59,09      |             |
| Totale carriera     | Totale carriera     | Totale carriera     | 150        | 68         | 40         | 42         |                 | 15              | 13              | 0               | 2               |                    | 25                 | 12                 | 3                  | 10                 |             | 3           | 1           | 0           | 2           | 193    | 94     | 43     | 56     | 48,70      |             |

## Palmarès

### Giocatore
- Campionato svizzero: 1

Sion: 1996-1997
- Coppa Svizzera: 3

Sion: 1994-1995, 1995-1996, 1996-1997
- Coppa di Germania: 1

Werder Brema: 1998-1999
- Coppa di Lega tedesca: 1

Amburgo: 2003

### Allenatore
- Campionato svizzero: 1

Young Boys: 2022-2023
- Coppa Svizzera: 1

Young Boys: 2022-2023